# Bis-acétylacétonate de nickel(II)
Le bis-acétylacétonate de nickel(II) est un complexe de coordination de formule chimique [Ni(C5H7O2)2]3, souvent abrégée [Ni(acac)2]3, où « acac » représente le ligand acétylacétonate C5H7O2−, issu de la déprotonation de l'acétylacétone. Il s'agit d'un solide paramagnétique vert clair soluble dans les solvants organiques tels que le toluène. Il réagit avec l'eau pour donner le complexe diaqua bleu-vert Ni(acac)2(H2O)2.

## Structure et propriétés
Le bis-acétylacétonate de nickel(II) anhydre existe sous forme de molécules de Ni3(acac)6. Les trois atomes de nickel sont à peu près colinéaires et pontés par deux ligands oxygène μ2. Chaque atome de nickel a une géométrie octaédrique déformée de manière tétragonale en raison de la différence de longueur des liaisons Ni−O entre oxygènes pontants et non pontants. Les molécules Ni3(acac)6 sont quasiment centrosymétriques, bien que la symétrie des « monomères » cis-Ni(acac)2 ne le soit pas, ce qui est peu courant. C'est la structure trimérique qui permet à tous les centres NiII d'atteindre une coordination octaédrique. Cette structure est permise par les ligands oxygène pontants.
Les propriétés magnétiques du complexe anhydre sont intéressantes : il est paramagnétique avec un moment magnétique effectif de 3,2 μB jusqu'à environ 80 K, proche du moment attendu à partir du spin d'un ion d8 avec deux électrons célibataires, mais qui grimpe jusqu'à 4,1 μB à 4,1 K en raison d'interactions d'échange ferromagnétiques impliquant les trois ions de nickel.
Il est possible d'obtenir des complexes mononickel sous l'effet de l'encombrement stérique à l'aide de dérivés plus volumineux du ligand acétylacétonate, par exemple avec le 3-méthylacétylacétonate.
Dans le dihydrate Ni(acac)2(H2O)2, les centres NiII occupent les sites de coordination octaédriques. La sphère de coordination est constituée par deux ligands bidentés acétylacétonate (acac) et par deux ligands aqua (H2O). Ni(acac)2(H2O)2 existe sous forme d'isomères cis et trans. On observe également des isomères trans pour le Ni(acac)2(pyridyne N-oxyde)2. Dans les isomères trans, les liaisons Ni–O axiales sont plus longues (210,00 pm) que les liaisons Ni–O équatoriales (200,85  et   199,61 pm).

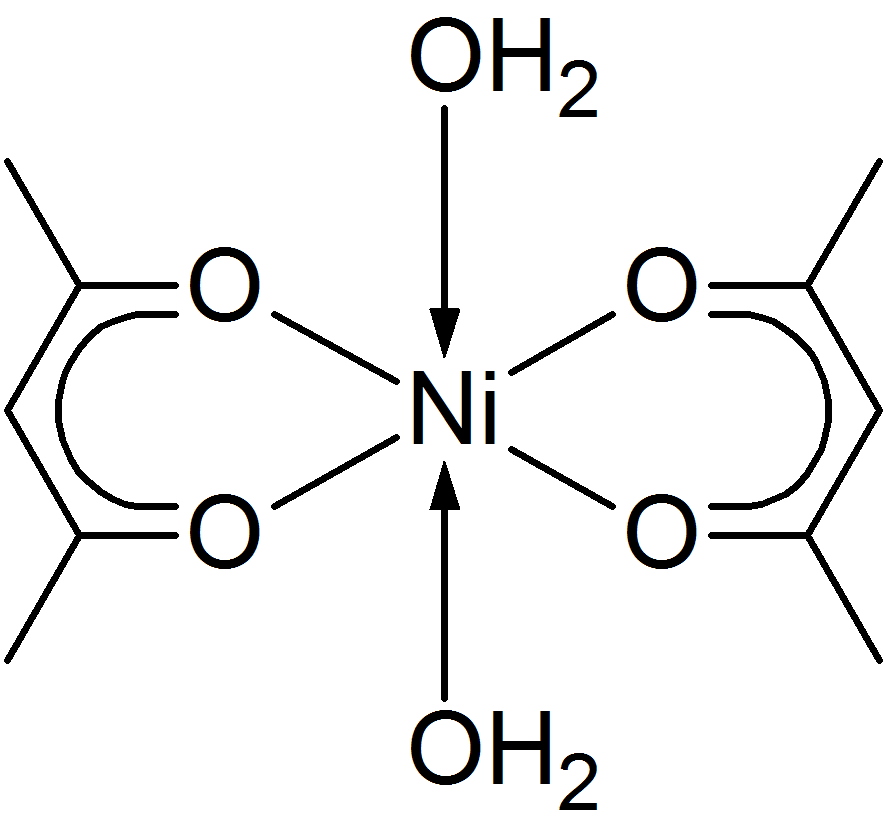
Structure du dihydrate Ni(acac)2(H2O)2.

## Synthèse et réactions
On obtient le bis-acétylacétonate de nickel(II) en traitant le nitrate de nickel(II) Ni(NO3)2 avec de l'acétylacétone CH3−CO−CH2−CO−CH3 en présence d'une base telle que l'hydroxyde de sodium NaOH. Cela donne le complexe diaqua bleu-vert Ni(acac)2(H2O)2 :
Ni(NO3)2 + 2 CH3COCH2COCH3 + 2 H2O + 2 NaOH ⟶ Ni(CH3COCHCOCH3)2(H2O)2 + 2 NaNO3.
Ce complexe peut être déshydraté à l'aide d'un appareil de Dean-Stark par distillation azéotropique :
3 Ni(CH3COCHCOCH3)2(H2O)2 ⟶ [Ni(CH3COCHCOCH3)2]3 + 6 H2O.
Le chauffage de Ni(acac)2(H2O)2 entre 170 et 210 °C sous pression réduite (0,2 à 0,4 mmHg, 27 à 53 Pa) permet d'éliminer l'eau par sublimation de la forme anhydre.
Le complexe anhydre réagit avec diverses bases de Lewis pour donner des adduits monomériques, comme l'illustre la réaction avec la tétraméthyléthylènediamine (tmeda) (CH3)2NCH2CH2N(CH3)2 :
[Ni(acac)2]3 + 3 tmeda ⟶ 3 Ni(acac)2(tmeda).
Le dihydrate Ni(acac)2(H2O)2 réagit rapidement avec un rendement élevé en position méthine, produisant des diamides à partir d'isocyanates –N=C=O. Des réactions apparentées se produisent avec l'azodicarboxylate de diéthyle CH3CH2−O−CO−N=N−CO−O−CH2CH3 et l'acétylènedicarboxylate de diméthyle (dmad) CH3O2C–C≡C–CO2CH3 :
Ni(acac)2(H2O)2 + 2 PhNCO (en) ⟶ Ni(O2C5Me2CONHPh)2 + 2 H2O.

## Applications
Le complexe anhydre [Ni(acac)2]3 est précurseur de catalyseurs à base de nickel tels que le bis(1,5-cyclooctadiène)nickel Ni(cod)2 et le tétraméthyléthylènediamine(diméthyl)nickel(II) (Me2NCH2CH2NMe2)NiMe2,. Il est également utilisé pour le dépôt de couche mince d'oxyde de nickel(II) NiO sur substrat conducteur en verre par procédé sol-gel.